# Romankenkius pedderensis
Romankenkius pedderensis és una espècie de triclàdide dugèsid.

## Distribució
És una espècie endèmica de l'àrea del llac Pedder a Tasmània, Austràlia.

## Estat de Conservació
Tot i que des de l'any 1986 la Llista Vermella d'espècies amenaçades de la UICN la considera una espècie extingida, un parell d'articles científics recents indiquen amb tota certesa que encara existeix.